# Procecidochares
Procecidochares este un gen de muște din familia Tephritidae.

Cladograma conform Catalogue of Life:
| Procecidochares | \| \| Procecidochares alani \| \| \| \| \| \| Procecidochares anthracina \| \| \| \| \| \| Procecidochares atra \| \| \| \| \| \| Procecidochares australis \| \| \| \| \| \| Procecidochares blanci \| \| \| \| \| \| Procecidochares blantoni \| \| \| \| \| \| Procecidochares flavipes \| \| \| \| \| \| Procecidochares gibba \| \| \| \| \| \| Procecidochares grindeliae \| \| \| \| \| \| Procecidochares kristineae \| \| \| \| \| \| Procecidochares lisae \| \| \| \| \| \| Procecidochares minuta \| \| \| \| \| \| Procecidochares montana \| \| \| \| \| \| Procecidochares pleuralis \| \| \| \| \| \| Procecidochares pleuritica \| \| \| \| \| \| Procecidochares polita \| \| \| \| \| \| Procecidochares stonei \| \| \| \| \| \| Procecidochares utilis \| \| \| \| |
|                 | \| \| Procecidochares alani \| \| \| \| \| \| Procecidochares anthracina \| \| \| \| \| \| Procecidochares atra \| \| \| \| \| \| Procecidochares australis \| \| \| \| \| \| Procecidochares blanci \| \| \| \| \| \| Procecidochares blantoni \| \| \| \| \| \| Procecidochares flavipes \| \| \| \| \| \| Procecidochares gibba \| \| \| \| \| \| Procecidochares grindeliae \| \| \| \| \| \| Procecidochares kristineae \| \| \| \| \| \| Procecidochares lisae \| \| \| \| \| \| Procecidochares minuta \| \| \| \| \| \| Procecidochares montana \| \| \| \| \| \| Procecidochares pleuralis \| \| \| \| \| \| Procecidochares pleuritica \| \| \| \| \| \| Procecidochares polita \| \| \| \| \| \| Procecidochares stonei \| \| \| \| \| \| Procecidochares utilis \| \| \| \| |
|                 | Procecidochares alani |
|                 | |
|                 | Procecidochares anthracina |
|                 | |
|                 | Procecidochares atra |
|                 | |
|                 | Procecidochares australis |
|                 | |
|                 | Procecidochares blanci |
|                 | |
|                 | Procecidochares blantoni |
|                 | |
|                 | Procecidochares flavipes |
|                 | |
|                 | Procecidochares gibba |
|                 | |
|                 | Procecidochares grindeliae |
|                 | |
|                 | Procecidochares kristineae |
|                 | |
|                 | Procecidochares lisae |
|                 | |
|                 | Procecidochares minuta |
|                 | |
|                 | Procecidochares montana |
|                 | |
|                 | Procecidochares pleuralis |
|                 | |
|                 | Procecidochares pleuritica |
|                 | |
|                 | Procecidochares polita |
|                 | |
|                 | Procecidochares stonei |
|                 | |
|                 | Procecidochares utilis |
|                 | |